# ルイス・ベルコフ
ルイス・ベルコフ（Louis Berkhof, 1873年 - 1957年）は、オランダ生まれのアメリカ合衆国の神学者。20世紀の北米キリスト改革派教会の組織神学者。
ベルコフは主著『組織神学』（初版1932年、改訂版1938年）を含めて、22冊の書物を著した。また1951年にはプリンストン神学校のストーン講義に招かれ、「神の国」についての講演を行なった。
ベルコフは独創的なタイプの著述家ではなく、ジャン・カルヴァンとオランダ改革派神学、なかでもアブラハム・カイパー、ヘルマン・バーフィンクの影響を大きく受けて、歴史的で正統的な改革派神学の豊富な内容を紹介した。彼の創造論は、1日を24時間とする6日間で世界が創造されたとする若い地球説の立場である。

## 生涯
- 1873年　オランダ・エメンに生まれる
- 1882年　オランダからアメリカ合衆国ミシガン州グランドラピッズに移住する
- 1900年　カルヴィン神学校卒業
- 1900年　第一キリスト改革派教会（ミシガン州）の牧師に就職し、2年間在職
- 1904年　プリンストン神学校卒業（神学士 B.D.）
- 1904年　オークダールパーク教会（ミシガン州）の牧師に就職し、2年間在職
- 1906年　カルヴィン神学校の教授になる。最初の20年間は聖書学を担当
- 1926年　組織神学の教授になり、引退まで続ける
- 1931年　カルヴィン神学校校長就任（1944年まで）
- 1932年　『改革派教義学』（Reformed Dogmatics）初版を公刊
- 1938年　『改革派教義学』改訂版を公刊。その際『組織神学』（Systematic Theology）に改称
- 1944年　カルヴィン神学校教授退任
- 1951年　プリンストン神学校ストーン講義「神の国」
- 1957年　死去

## 著書
- 『改革派教義学』1932年（1938年『組織神学』に改称）
- 『キリスト教教理史』1937年
- 『聖書解釈原理』1950年

他（全22冊）